# Cratoxylum maingayi
Cratoxylum maingayi är en johannesörtsväxtart som beskrevs av William Turner Thiselton Dyer. Cratoxylum maingayi ingår i släktet Cratoxylum och familjen johannesörtsväxter. Inga underarter finns listade i Catalogue of Life.

## Bildgalleri

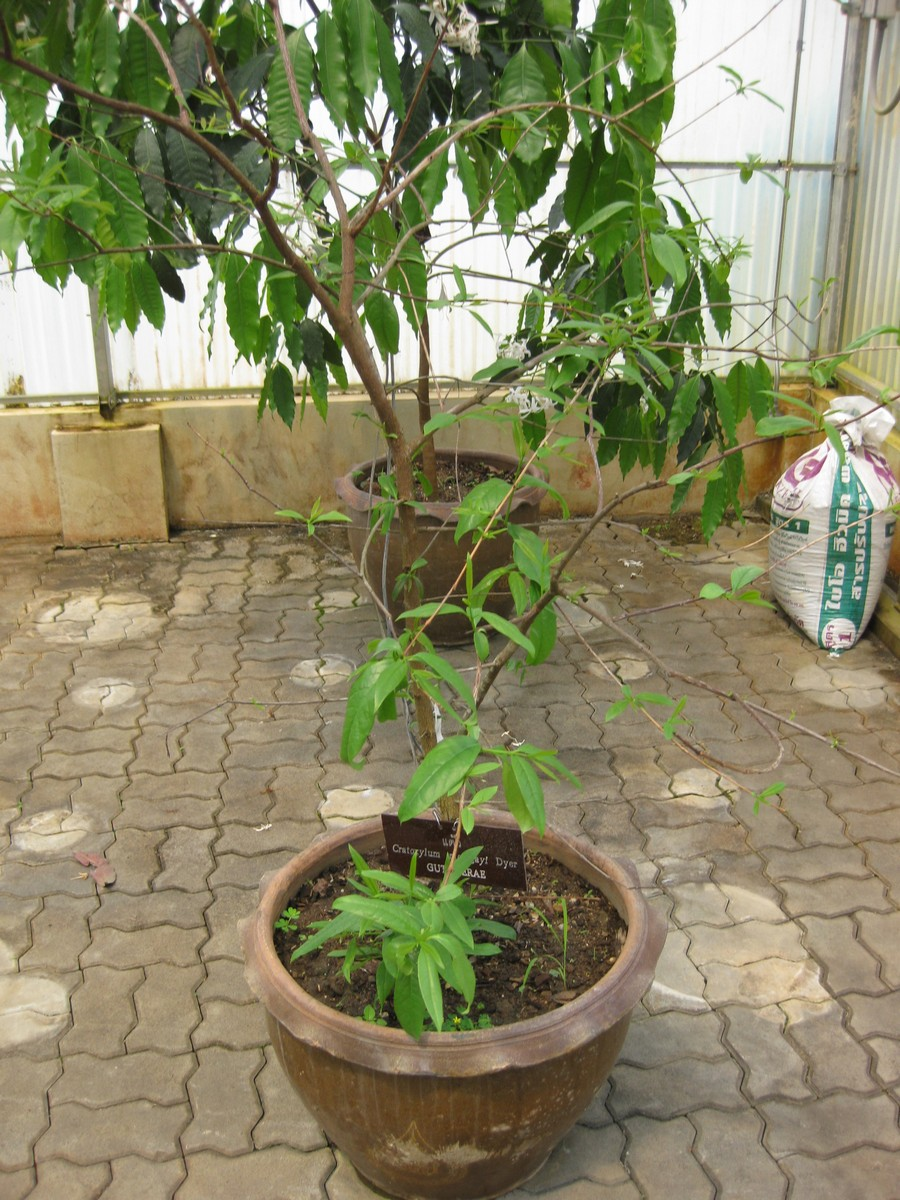
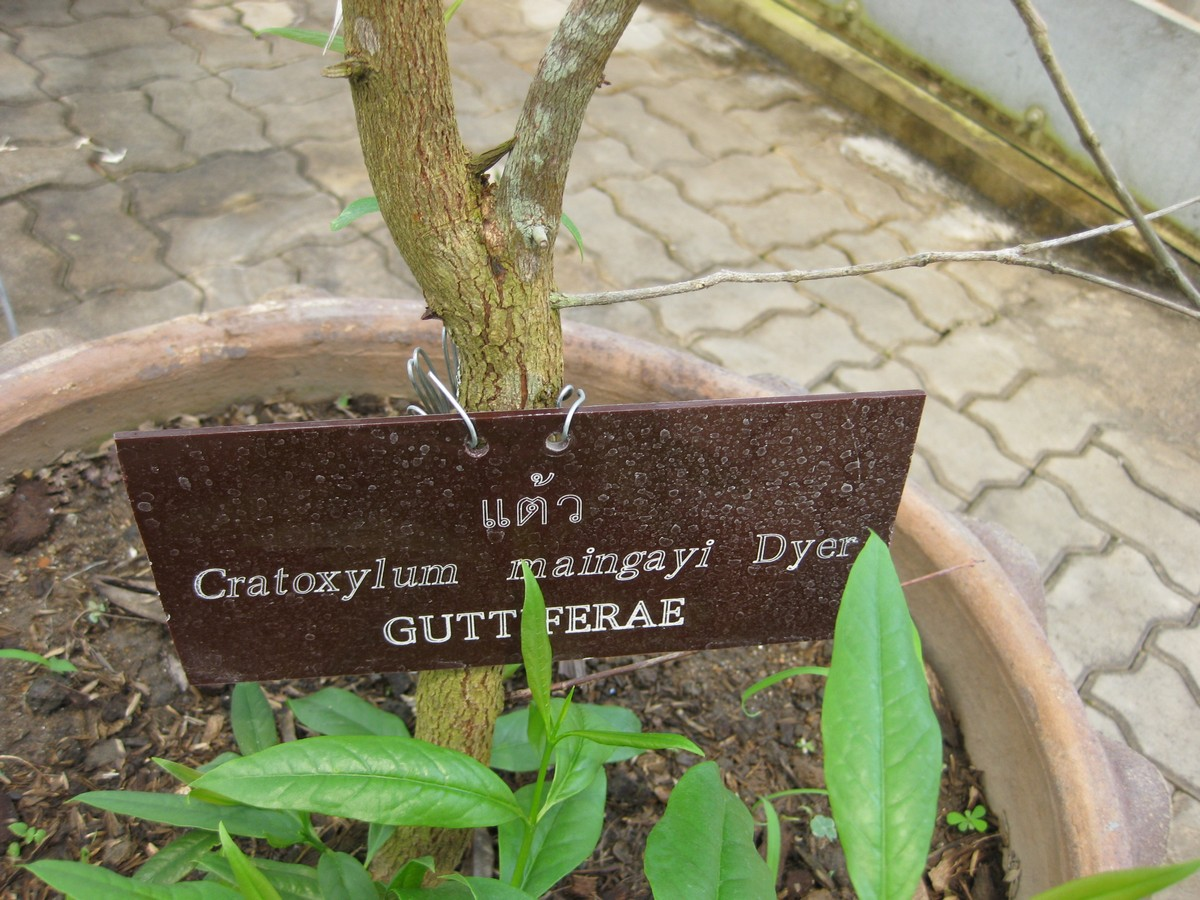